# 수도권 광역급행철도 B노선
수도권 광역급행철도 B노선(首都圈 廣域急行鐵道 B路線)은 경기도 남양주시의 마석역과 인천광역시 연수구 송도국제도시의 송도역(인천대입구역)을 이을 예정인 수도권 광역급행철도 노선이다. 마석 ~ 청량리 구간은 경춘선, 중앙선과 공용한다.

## 노선 정보
- 노선명: 수도권 광역급행철도 B선[2]
- 노선번호: 미정
- 노선 거리: 48.7km
- 운영 기관: 미정
- 궤간: 1,435mm (표준궤)
- 통행방식: 좌측 통행
- 역 수: 13개
- 보안 장치: ATP
- 운행 열차: 한국철도공사 B000호대 전동차

## 연혁
- 2017년: 예비타당성 조사 착수
- 2019년 8월 21일: 예비타당성 조사 통과
- 2022년 말: 기본설계 및 착공
- 2023년 12월 13일: 용산역 ~ 상봉역 구간 고시[3]

## 역 목록
아래는 GTX-B의 실시계획에 따른 것이다.
| 노 선               | 역 번호 | 역명           | 로마자 역명                 | 한자 역명        | 환승 | 역간 거리 | 영업 거리 | 소재지     | 소재지   |
| ------------------- | ------- | -------------- | --------------------------- | ---------------- | --- | --------- | --------- | ---------- | -------- |
| 경 춘 선 · 중 앙 선 |         | 마석           | Maseok                      | 磨石             | 경춘선 (● 수도권 전철 경춘선) |           |           | 경기도     | 남양주시 |
| 경 춘 선 · 중 앙 선 |         | 평내호평       | Pyeongnae-Hopyeong          | 坪內好坪         | 경춘선 (● 수도권 전철 경춘선) |           |           | 경기도     | 남양주시 |
| 경 춘 선 · 중 앙 선 |         | 별내           | Byeollae                    | 別內             | 경춘선 (● 수도권 전철 경춘선) ● 수도권 전철 8호선                                                                                        |           |           | 경기도     | 남양주시 |
| 경 춘 선 · 중 앙 선 |         | 상봉           | Sangbong                    | 上鳳             | ● 수도권 전철 경의·중앙선 경춘선 (● 수도권 전철 경춘선) ● 서울 지하철 7호선                                                              |           |           | 서울특별시 | 중랑구   |
| 신 설               |         | 청량리         | Cheongnyangni               | 淸凉里           | ● 수도권 전철 경의·중앙선 경춘선 (● 수도권 전철 경춘선) ● 수도권 전철 1호선 ● 수도권 전철 수인·분당선 ● 수도권 광역급행철도 C노선 (예정) |           |           | 서울특별시 | 동대문구 |
| 신 설               |         | 서울           | Seoul                       |                  | ● 수도권 전철 경의·중앙선 ● 수도권 전철 1호선 ● 수도권 전철 4호선 ● 인천국제공항철도 ● 수도권 광역급행철도 A노선 ● 신안산선 (예정)       |           |           | 서울특별시 | 중구     |
| 신 설               |         | 용산           | Yongsan                     | 龍山             | ● 수도권 전철 경의·중앙선 ● 수도권 전철 1호선                                                                                            |           |           | 서울특별시 | 용산구   |
| 신 설               |         | 여의도         | Yeouido                     | 汝矣島           | ● 수도권 전철 5호선 ● 서울 지하철 9호선 ● 신안산선(공사중)                                                                               |           |           | 서울특별시 | 영등포구 |
| 신 설               |         | 신도림         | Sindorim                    | 新道林           | ● 수도권 전철 1호선 ● 서울 지하철 2호선                                                                                                  |           |           | 서울특별시 | 구로구   |
| 신 설               |         | 부천종합운동장 | Bucheon Stadium             | 富川綜合運動場驛 | ● 서울 지하철 7호선 ● 수도권 전철 서해선                                                                                                 |           |           | 경기도     | 부천시   |
| 신 설               |         | 부평           | Bupyeong                    | 富平             | 경인선(● 수도권 전철 1호선) ● 인천 도시철도 1호선                                                                                        |           |           | 인천광역시 | 부평구   |
| 신 설               |         | 인천시청       | Incheon City Hall           | 仁川市廳         | ● 인천 도시철도 1호선 ● 인천 도시철도 2호선                                                                                              |           |           | 인천광역시 | 남동구   |
| 신 설               |         | 인천대입구     | Incheon National University | 仁川大入口       | ● 인천 도시철도 1호선 |           |           | 인천광역시 | 연수구   |

- 차량기지: 경기도 남양주시 화도읍 답내리 일원